# VVV in het seizoen 1958/59
Dit artikel geeft een overzicht van VVV in het seizoen 1958/1959.

## Transfers

### Aangetrokken spelers
| Naam          | Nationaliteit | Vorige club |
| ------------- | ------------- | ----------- |
| Zomer         |               |             |
| Jan Schatorjé | Nederland     | Vitesse     |

### Vertrokken spelers
| Naam              | Nationaliteit | Nieuwe club    |
| ----------------- | ------------- | -------------- |
| Zomer             |               |                |
| Pierre Janse      | Nederland     | VCH            |
| Otto de Kleijn    | Nederland     | Theole         |
| Jan Seelen        | Nederland     | Ajax           |
| Leo Snijders      | Nederland     | Willem II      |
| Faas Wilkes       | Nederland     | Levante        |
| Winter            |               |                |
| Sveinung Aarnseth | Noorwegen     | SK Nessegutten |

## Oefenwedstrijden
| №  | Datum             | Thuis                         | Uit                       | Uitslag |
| -- | ----------------- | ----------------------------- | ------------------------- | ------- |
| 1  | 10 augustus 1958  | SV Blerick                    | VVV                       | 1 – 4   |
| 2  | 15 augustus 1958  | VVV                           | Thor Waterschei           | 2 – 4   |
| 3  | 17 augustus 1958  | Thor Waterschei               | VVV                       | 0 – 0   |
| 4  | 27 september 1958 | VVV                           | Roda Sport                | 5 – 1   |
| 5  | 15 februari 1959  | VVV                           | SC Irene                  | 1 – 0   |
| 6  | 18 maart 1959     | Venray/Wittenhorst Combinatie | VVV                       | 2 – 8   |
| 7  | 14 mei 1959       | VVV                           | Viktoria Berlin           | 4 – 0   |
| 8  | 13 juni 1959      | Borussia Mönchengladbach      | VVV                       | 1 – 1   |
| 9  | 14 juni 1959      | VVV                           | Limburgse Amateurselectie | 4 – 4   |
| 10 | 20 juni 1959      | VVV                           | Sittardia                 | 3 – 1   |

## Eredivisie
| №  | Datum             | Thuis       | Uit         | Uitslag |
| -- | ----------------- | ----------- | ----------- | ------- |
| 1  | 24 augustus 1958  | VVV         | ADO         | 1 – 1   |
| 2  | 31 augustus 1958  | DWS/A       | VVV         | 0 – 0   |
| 3  | 7 september 1958  | VVV         | Sparta      | 3 – 3   |
| 4  | 14 september 1958 | Fortuna '54 | VVV         | 3 – 1   |
| 5  | 21 september 1958 | VVV         | Elinkwijk   | 4 – 1   |
| 6  | 5 oktober 1958    | Willem II   | VVV         | 0 – 3   |
| 7  | 12 oktober 1958   | VVV         | Ajax        | 3 – 2   |
| 8  | 19 oktober 1958   | PSV         | VVV         | 0 – 1   |
| 9  | 26 oktober 1958   | SHS         | VVV         | 1 – 2   |
| 10 | 9 november 1958   | VVV         | MVV         | 1 – 1   |
| 11 | 16 november 1958  | Feijenoord  | VVV         | 2 – 0   |
| 12 | 23 november 1958  | VVV         | SC Enschede | 3 – 0   |
| 13 | 30 november 1958  | Blauw Wit   | VVV         | 5 – 2   |
| 14 | 7 december 1958   | VVV         | DOS         | 0 – 0   |
| 15 | 21 december 1958  | VVV         | Rapid JC    | 1 – 1   |
| 16 | 26 december 1958  | NAC         | VVV         | 2 – 2   |
| 17 | 28 december 1958  | VVV         | NAC         | 2 – 3   |
| 18 | 4 januari 1959    | ADO         | VVV         | 5 – 1   |
| 19 | 25 januari 1959   | VVV         | DWS/A       | 6 – 2   |
| 20 | 1 februari 1959   | Sparta      | VVV         | 2 – 1   |
| 21 | 22 februari 1959  | VVV         | Fortuna '54 | 1 – 1   |
| 22 | 1 maart 1959      | Elinkwijk   | VVV         | 1 – 1   |
| 23 | 8 maart 1959      | VVV         | Willem II   | 5 – 2   |
| 24 | 15 maart 1959     | Ajax        | VVV         | 3 – 0   |
| 25 | 22 maart 1959     | VVV         | PSV         | 1 – 2   |
| 26 | 30 maart 1959     | VVV         | SHS         | 4 – 1   |
| 27 | 5 april 1959      | MVV         | VVV         | 6 – 2   |
| 28 | 12 april 1959     | VVV         | Feijenoord  | 4 – 2   |
| 29 | 26 april 1959     | SC Enschede | VVV         | 2 – 0   |
| 30 | 30 april 1959     | NOAD        | VVV         | 2 – 3   |
| 31 | 3 mei 1959        | VVV         | Blauw Wit   | 6 – 2   |
| 32 | 18 mei 1959       | DOS         | VVV         | 1 – 1   |
| 33 | 24 mei 1959       | VVV         | NOAD        | 5 – 4   |
| 34 | 31 mei 1959       | Rapid JC    | VVV         | 2 – 1   |

## KNVB Beker
Eerste ronde:
| Donderdag 1 januari 1959, 14:00                                                                      | Tiglieja             | 2-14 (0-5) | VVV | Opstelling Tiglieja | Opstelling VVV |  |
| Stadion: Sportpark Watertoren, Tegelen Toeschouwers: 2.000 Arbiter: J.C. Janssen                     | Dielen 78' Damen 90' |            | 5' Spikofski Erkens Sleven 30' Teeuwen 40' Sleven 47' Schatorjé (pen.) Sleven 59' Spikofski 62' Erkens 69' Schatorjé 73' Spikofski 79' Spikofski Teeuwen Klaassens | Post, F. Peters, Derks, C. Peters, Vercauteren ' ( Janssen), J. Gubbels, Ewalds, Nijholt, H. Peters 46' ( Dielen), J. Geybels, Damen | Cordang, Gubbels, Lamberts, Nass , Van der Meij, Klaassens, Spikofski, Teeuwen, Sleven 85' ( Theuws), Erkens, Schatorjé |  |
| Stadion: Sportpark Watertoren, Tegelen Toeschouwers: 2.000 Arbiter: J.C. Janssen                     |                      |            | | Post, F. Peters, Derks, C. Peters, Vercauteren ' ( Janssen), J. Gubbels, Ewalds, Nijholt, H. Peters 46' ( Dielen), J. Geybels, Damen | Cordang, Gubbels, Lamberts, Nass , Van der Meij, Klaassens, Spikofski, Teeuwen, Sleven 85' ( Theuws), Erkens, Schatorjé |  |
| Stadion: Sportpark Watertoren, Tegelen Toeschouwers: 2.000 Arbiter: J.C. Janssen                     |                      |            | | Post, F. Peters, Derks, C. Peters, Vercauteren ' ( Janssen), J. Gubbels, Ewalds, Nijholt, H. Peters 46' ( Dielen), J. Geybels, Damen | Cordang, Gubbels, Lamberts, Nass , Van der Meij, Klaassens, Spikofski, Teeuwen, Sleven 85' ( Theuws), Erkens, Schatorjé |  |
| Bijz.: Wedstrijd gespeeld op het terrein van SC Irene. VVV plaatst zich voor de volgende bekerronde. |                      |            | | | |  |

Tweede ronde:
| Zaterdag 18 april 1959, 16:30                        | VVV                                                                                 | 6-1 (2-1) | Wittenhorst  | Opstelling VVV                                                                                            | Opstelling Wittenhorst                                                                                |  |
| Stadion: Stadion De Kraal, Venlo Arbiter: Dreimüller | Schatorjé 7' Schatorjé 20' Sleven 52' Spikofski 60' Sleven 70' (pen.) Schatorjé 80' |           | 44' A. Fuchs | Swinkels, Gubbels, Lamberts, Nass , Van den Hurk, Erkens, Spikofski, De Bruin, Teeuwen, Schatorjé, Sleven | Peeters, Martens, Geurts, Van Bergen, Duijf, Van Issum, A. Fuchs, J. Fuchs, Derix, G. Boots, J. Boots |  |
| Stadion: Stadion De Kraal, Venlo Arbiter: Dreimüller |                                                                                     |           |              | Swinkels, Gubbels, Lamberts, Nass , Van den Hurk, Erkens, Spikofski, De Bruin, Teeuwen, Schatorjé, Sleven | Peeters, Martens, Geurts, Van Bergen, Duijf, Van Issum, A. Fuchs, J. Fuchs, Derix, G. Boots, J. Boots |  |
| Stadion: Stadion De Kraal, Venlo Arbiter: Dreimüller |                                                                                     |           |              | Swinkels, Gubbels, Lamberts, Nass , Van den Hurk, Erkens, Spikofski, De Bruin, Teeuwen, Schatorjé, Sleven | Peeters, Martens, Geurts, Van Bergen, Duijf, Van Issum, A. Fuchs, J. Fuchs, Derix, G. Boots, J. Boots |  |
| Bijz.: VVV plaatst zich voor de volgende bekerronde. |                                                                                     |           |              | | |  |

Derde ronde:
| Zondag 10 mei 1959, 14:30                            | VVV                                    | 3-0 (3-0) | OSS '20 | Opstelling VVV | Opstelling OSS '20 |
| Stadion: Stadion De Kraal, Venlo Toeschouwers: 400   | Schatorjé 23' De Bruin 29' Teeuwen 35' |           |         | Swinkels 46' ( Cordang), Lamberts, Steegh, Nass , Van den Hurk, Klaassens, De Bruin 40' ( Theuws), Spikofski, Teeuwen, Sleven, Schatorjé |                    |
| Stadion: Stadion De Kraal, Venlo Toeschouwers: 400   |                                        |           |         | Swinkels 46' ( Cordang), Lamberts, Steegh, Nass , Van den Hurk, Klaassens, De Bruin 40' ( Theuws), Spikofski, Teeuwen, Sleven, Schatorjé |                    |
| Stadion: Stadion De Kraal, Venlo Toeschouwers: 400   |                                        |           |         | Swinkels 46' ( Cordang), Lamberts, Steegh, Nass , Van den Hurk, Klaassens, De Bruin 40' ( Theuws), Spikofski, Teeuwen, Sleven, Schatorjé |                    |
| Bijz.: VVV plaatst zich voor de volgende bekerronde. |                                        |           |         | |                    |

Achtste finale:
| Donderdag 28 mei 1959, 18:30                                             | VVV                                                                                    | 7-1 (3-0) | Enschedese Boys | Opstelling VVV                                                                                            | Opstelling Enschedese Boys |
| Stadion: Stadion De Kraal, Venlo Toeschouwers: 1.000 Arbiter: Bronkhorst | Teeuwen 31' Teeuwen 33' Teeuwen 36' Sleven 50' Klaassens 65' Teeuwen 77' Klaassens 80' |           | 46' Kerkhoffs   | Swinkels, Lamberts, Steegh, Nass , Van den Hurk, Erkens, Spikofski, Sleven, Teeuwen, Klaassens, Schatorjé |                            |
| Stadion: Stadion De Kraal, Venlo Toeschouwers: 1.000 Arbiter: Bronkhorst |                                                                                        |           |                 | Swinkels, Lamberts, Steegh, Nass , Van den Hurk, Erkens, Spikofski, Sleven, Teeuwen, Klaassens, Schatorjé |                            |
| Stadion: Stadion De Kraal, Venlo Toeschouwers: 1.000 Arbiter: Bronkhorst |                                                                                        |           |                 | Swinkels, Lamberts, Steegh, Nass , Van den Hurk, Erkens, Spikofski, Sleven, Teeuwen, Klaassens, Schatorjé |                            |
| Bijz.: VVV plaatst zich voor de volgende bekerronde.                     |                                                                                        |           |                 | |                            |

Kwartfinale:
| Zaterdag 6 juni 1959, 18:45                                           | VVV                                                           | 5-1 (2-0) | Zwartemeer | Opstelling VVV                                                                                            | Opstelling Zwartemeer |
| Stadion: Stadion De Kraal, Venlo Toeschouwers: 1.500 Arbiter: Schings | Sleven 15' Sleven 40' Schatorjé 55' Teeuwen 88' Schatorjé 89' |           | 75' Drent  | Swinkels, Lamberts, Steegh, Nass , Van den Hurk, Klaassens, Spikofski, Teeuwen, Sleven, Erkens, Schatorjé |                       |
| Stadion: Stadion De Kraal, Venlo Toeschouwers: 1.500 Arbiter: Schings |                                                               |           |            | Swinkels, Lamberts, Steegh, Nass , Van den Hurk, Klaassens, Spikofski, Teeuwen, Sleven, Erkens, Schatorjé |                       |
| Stadion: Stadion De Kraal, Venlo Toeschouwers: 1.500 Arbiter: Schings |                                                               |           |            | Swinkels, Lamberts, Steegh, Nass , Van den Hurk, Klaassens, Spikofski, Teeuwen, Sleven, Erkens, Schatorjé |                       |
| Bijz.: VVVV plaatst zich voor de volgende bekerronde.                 |                                                               |           |            | |                       |

Halve finale:
| Woensdag 10 juni 1959, 20:00                                                                                           | VVV         | 1-0 (0-0) | Rapid JC | Opstelling VVV                                                                                            | Opstelling Rapid JC                                                                         |  |
| Stadion: Goffertstadion, Nijmegen Toeschouwers: 12.000 Arbiter: Roomer                                                 | Teeuwen 59' |           |          | Swinkels, Lamberts, Steegh, Nass , Van den Hurk, Klaassens, Spikofski, Teeuwen, Sleven, Erkens, Schatorjé | Cox, Brüll, Mommertz, Schaffrath, Smeets , Strolenberg, Janssen, Lenz, Haenen, Loo, Gösgens |  |
| Stadion: Goffertstadion, Nijmegen Toeschouwers: 12.000 Arbiter: Roomer                                                 |             |           |          | Swinkels, Lamberts, Steegh, Nass , Van den Hurk, Klaassens, Spikofski, Teeuwen, Sleven, Erkens, Schatorjé | Cox, Brüll, Mommertz, Schaffrath, Smeets , Strolenberg, Janssen, Lenz, Haenen, Loo, Gösgens |  |
| Stadion: Goffertstadion, Nijmegen Toeschouwers: 12.000 Arbiter: Roomer                                                 |             |           |          | Swinkels, Lamberts, Steegh, Nass , Van den Hurk, Klaassens, Spikofski, Teeuwen, Sleven, Erkens, Schatorjé | Cox, Brüll, Mommertz, Schaffrath, Smeets , Strolenberg, Janssen, Lenz, Haenen, Loo, Gösgens |  |
| Bijz.: Wedstrijd gespeeld op neutraal terrein. VVV plaatst zich voor het eerst in de clubhistorie voor de bekerfinale. |             |           |          | |                                                                                             |  |

Finale:
| Woensdag 17 juni 1959, 19:00 | ADO                         | 1-4 (1-2) | VVV                                                | Opstelling ADO                                                                                                 | Opstelling VVV |  |
| Stadion: Zuiderparkstadion, Den Haag Toeschouwers: 24.000 Arbiter: Roomer | Timmer 7' Timmer 42' (pen.) |           | Teeuwen 23' Sleven 32' Klaassens 56' Schatorjé 70' | Oostrum , Scherpenisse, Kleindijk, Haak, Jans, C. Clavan, Schuurman, T. Timmermans, Timmer, M. Clavan, Rijnvis | Swinkels, Lamberts, Steegh, Nass , Van den Hurk, Klaassens, Spikofski, Teeuwen, Sleven, Erkens, Schatorjé RESERVEBANK: Gubbels, De Bruin, Theuws |  |
| Stadion: Zuiderparkstadion, Den Haag Toeschouwers: 24.000 Arbiter: Roomer |                             |           |                                                    | Oostrum , Scherpenisse, Kleindijk, Haak, Jans, C. Clavan, Schuurman, T. Timmermans, Timmer, M. Clavan, Rijnvis | Swinkels, Lamberts, Steegh, Nass , Van den Hurk, Klaassens, Spikofski, Teeuwen, Sleven, Erkens, Schatorjé RESERVEBANK: Gubbels, De Bruin, Theuws |  |
| Stadion: Zuiderparkstadion, Den Haag Toeschouwers: 24.000 Arbiter: Roomer |                             |           |                                                    | Oostrum , Scherpenisse, Kleindijk, Haak, Jans, C. Clavan, Schuurman, T. Timmermans, Timmer, M. Clavan, Rijnvis | Swinkels, Lamberts, Steegh, Nass , Van den Hurk, Klaassens, Spikofski, Teeuwen, Sleven, Erkens, Schatorjé RESERVEBANK: Gubbels, De Bruin, Theuws |  |
| Bijz.: Penalty Timmer gestopt door veldspeler Teeuwen die tijdelijk de geblesseerde geraakte doelman Swinkels vervangt. VVV verovert voor het eerst in de clubhistorie de KNVB-beker. |                             |           |                                                    | | |  |

## Statistieken
|             | Jacky Cordang        | 08-04-1932 | 28 | 0  | 2 | 0  |
|             | Frans Swinkels       | 02-11-1931 | 7  | 0  | 6 | 0  |
|             | Gerard van Tankeren  | 06-07-1938 | 0  | 0  | 0 | 0  |
| Verdediging |                      |            |    |    |   |    |
|             | Piet Gubbels         | 31-03-1921 | 4  | 0  | 2 | 0  |
|             | Hay Lamberts         | 28-03-1934 | 34 | 0  | 7 | 0  |
|             | Harrie Steegh        | 26-02-1934 | 34 | 1  | 5 | 0  |
| Middenveld  |                      |            |    |    |   |    |
|             | Ton van den Hurk     | 03-03-1933 | 26 | 0  | 6 | 0  |
|             | Jan Klaassens        | 04-09-1931 | 33 | 8  | 6 | 4  |
|             | Jan van der Meij     | 08-02-1937 | 0  | 0  | 1 | 0  |
|             | Gijs Nass            | 08-12-1920 | 33 | 2  | 7 | 0  |
| Aanval      |                      |            |    |    |   |    |
|             | Sveinung Aarnseth    | 15-05-1933 | 0  | 0  | 0 | 0  |
|             | Frans de Bruin       | 29-09-1937 | 12 | 0  | 2 | 1  |
|             | Willy Erkens         | 02-09-1935 | 28 | 2  | 6 | 2  |
|             | Paul Kogeldans       | 28-06-1930 | 0  | 0  | 0 | 0  |
|             | Jan Schatorjé        | 18-04-1929 | 22 | 4  | 7 | 9  |
|             | Hans Sleven          | 06-11-1936 | 33 | 24 | 7 | 8  |
|             | Karl-Heinz Spikofski | 24-02-1927 | 34 | 12 | 7 | 5  |
|             | Herman Teeuwen       | 04-06-1930 | 33 | 14 | 7 | 11 |
|             | Jozef Theuws         | 15-12-1934 | 10 | 2  | 2 | 0  |
|             | Ludwig Zorgvliet     | 02-06-1938 | 9  | 2  | 0 | 0  |

ADO ·
Ajax ·
Blauw-Wit ·
DOS ·
DWS/A ·
Elinkwijk ·
Sportclub Enschede ·
Feijenoord ·
Fortuna '54 ·
MVV ·
NAC ·
NOAD ·
PSV ·
Rapid JC ·
SHS ·
Sparta ·
VVV ·
Willem II